# إيفا أبو حلاوة
إيفا أبو حلاوة (مواليد 1975) هي محامية وناشطة في مجال حقوق الإنسان في الأردن، حصلت على جائزة أشجع امرأة دولية في عام 2011 والتي تقدمها وزارة الخارجية الأمريكية. حاصلة بكالوريوس في القانون، ودرجة الماجستير في العلوم الدبلوماسية. كما حصلت على جائزة أشجع امرأة دولية، وهي المسؤولة عن مجموعة ميزان القانونية من أجل حقوق الإنسان.

## حياتها
منذ اليوم الأول لها في المدرسة طلب منها والدها أن تدرس بجد من أجل أن تصبح طبيبة، لم تكن معارضة للفكرة في البداية لكن مع مرور الأيام والسنوات تم عرض مجموعة من المهن على التلاميذ وكانت المحاماة والقضاة إحداهن، أحبت ايفا الفكرة فقد قالت "كما أذكر، في مجتمعي ليس هناك نساء قضاة أو محاميات، لكن لن أستطيع مناقشة هذا مع عائلتي"
في عائلتها وفي مجتمع اللاجئين الفلسطينيين عموما، كانت مهنة الطب تعتبر الأفضل ومن يدرسها قفد حقق الهدف الأسمى، الهندسة كانت نوعا ما مقبولة، أما المحاماة فقد احتلت الدرجة الأدنى من التقبل.
بالرغم من أن التحاقها بكلية الحقوق سيجلب لها الكثير من المتاعب والرفض لكنها لم تتوقف، واستمعت إلى قلبها واستمرت في ملاحقة طموحها.
في السنة ذاتها التي أنهت فيها الثانوية، افتتحت الجامعة المحلية أبواب التقديم لنيل درجة البكالوريوس في القانون، وكما هو متوقع قدمت ايفا طلبا وقبلت، وفي العاشر من ديسمبر 1993، قبل سنتين من تخرجها قابلت ايفا محامية وناشطة في مجال حقوق الإنسان مشهورة، ومنذ ذاك اليوم قررت ايفا ان تعمل من أجل حقوق الإنسان.

## مجموعة ميزان
أسست مجموعة ميزان القانونية لحقوق الإنسان في عام 1998من قبل مجموعة من المحامين إحداهم ايفا أبو حلاوة، قبل تأسيس ميزان تقدم العديد من الناس الذن كانوا ضحايا انتهاك حقوق الإنسان لعرض مشاكلهم مجانا.
وكما قالت ايفا: اكتشفنا ان المشكلة كانت أ كبر من الحاجة لعرض القضايا مجانا، المشكلة كانت بالقوانين ذاتها التي لم تكن تحمي حقوق الإنسان، لذلك كان يجب أن نقوم بحملة لتغيير هذه القوانين.
في البداية ركزت مجموعة ميزان على حماية حقوق الإنسان بشكل عام، لكن بعد مدة من الزمن بدأ المحامون ببناء الخبرات والتركيز على فئة معينة من الناس من ضمنهم، الأحداث، الأيتام، واللاجئين وغيرهم.